# Josef Bartoň-Dobenín (Textilunternehmer, 1838)
Josef Bartoň-Dobenín ([ˈbartɔ̹ɲˌdɔ̹bɛniːn]; geboren als Josef Bartoň, 1912–1918: Josef Bartoň z Dobenína;  * 28. Dezember 1838 in Žďárky (deutsch Kleinbrand), Königgrätzer Kreis; † 12. Dezember 1920, in Náchod, Okres Náchod) war bis 1918 ein Textilunternehmer in der Österreichisch-Ungarischen Monarchie und danach bis 1920 in der Tschechoslowakei. Er war der Begründer des Textilunternehmens Bartoň in Staré Město nad Metují (Altstadt an der Mettau), das 1925 nach Náchod eingemeindet wurde. Von 1899 bis zu seinem Tod 1920 war er Bürgermeister von Náchod.

## Werdegang
Josef Bartoň war der Sohn des gleichnamigen Hauswebers und Leinwandhändlers Josef Bartoň (1803–1849) aus Žďárky. 1852–1854 erlernte er bei Jan Exner in Wernesdorf das Färberhandwerk. Anschließend war er ein Jahr als Wandergeselle in Österreich, Ungarn, Galizien und Mähren unterwegs. Nach der Rückkehr 1856 heiratete er. 1858 übernahm er aus dem Erbe seines Vaters eine Bleiche und Färberei für Leinen in Hochsichel. Bald danach verpachtete er die Bleiche an Jan Umlauf aus Hronov. Nach einem Brand 1865 verkaufte er das Anwesen und ließ sich 1866 in Náchod nieder. Dort betrieb er eine Indigo-Färberei, in der seine Frau und die älteren Kinder beschäftigt waren. Die eingefärbten Stoffe lieferte er bis nach Oberösterreich, in die Steiermark und in das Salzburger Land. Mit dem Erwerb eines eigenen Hauses 1869 in Náchod (na Plhově 10) konnte er den Betrieb erweitern und mehrere Gesellen beschäftigen. In den umliegenden Dörfern arbeiteten zahlreiche Hausweber für ihn. Nachdem er am rechten Ufer der Metuje (Mettau) in Staré Město nad Metují und Bražec mehrere Grundstücke erwarb, errichtete er 1885 eine moderne Weberei mit 26 mechanischen Webstühlen, einer Stofffärberei und -druckerei sowie -trocknerei. Nach weiteren Fabrikanbauten stieg die Anzahl der Webstühle 1888 auf 56, 1890 auf 86. Seine vier Söhne Ladislav (1858–1939), Josef (1862–1951), Cyril (1863–1953) und Arnošt (1869–1906) arbeiteten zunächst alle im väterlichen Betrieb mit.
1890 nahm Josef Bartoň seinen gleichnamigen Sohn Josef und 1894 den Sohn Cyril als Teilhaber in seine Firma auf. Sohn Ladislav hatte 1892 in Česká Skalice (Böhmisch Skalitz) eine eigene Textilfärberei und -druckerei gegründet und schied deshalb aus der väterlichen Firma aus. 1902 übertrug Josef Bartoň den bis dahin bei ihm verbliebenen Drittel-Anteil des Unternehmens ebenfalls den Söhnen Josef und Cyril. Sie erweiterten die Fabrik durch Zukauf von weiteren Grundstücken und stellten den Betrieb der Webstühle auf Elektrizität um. Durch den erfolgreichen Außenhandel wurden 1904 600 Webstühle betrieben. 1905 wurden 800 Arbeiter beschäftigt.
Josef Bartoň bekleidete mehrere Ehrenämter. U. a. war er von 1899 bis 1905 Bürgermeister der Stadt Náchod und 1906 bis 1910 Vorstand des politischen Bezirks Nachod. Mit den erwirtschafteten Unternehmensgewinnen betätigte er sich als Mäzen im sozialen und kulturellen Bereich. Für seine Verdienste um die Entwicklung der Textilindustrie und seinen Einsatz für das Gemeinwohl wurde er 1912 von Kaiser Franz Josef mit dem Prädikat „von Dobenín“ (z Dobenína) geadelt. Das von ihm gegründete Unternehmen firmierte mit großen wirtschaftlichen Erfolg unter der Firmenbezeichnung „Staroměstká mechanická tkalcovna, barvírna a tiskárna Josef Bartoň a synové“ bis zur Enteignung infolge des Februarumsturzes 1948. Nach der Samtenen Revolution wurde der Betrieb 1992 seinen Nachkommen restituiert.
Siehe auch:Bartoň-Dobenín (Unternehmerfamilie)